# François Bontemps (militaire français)
Pour les articles homonymes, voir François Bontemps et Bontemps.
François Bontemps, baron d'Abaumont, né le 1er juin 1753 à Saumur, mort le 29 octobre 1811 à Saumur (Maine-et-Loire), est un général français de la Révolution et de l’Empire.

## Biographie
Il est né dans une famille d'artisans (ils travaillent le cuivre et le bronze) de Saumur, dans une maison située à l'actuelle 11, rue Jean-Jaurès. Le jeune François est destiné par ses parents à la prêtrise et fera donc ses études au collège de l'Oratoire de Saumur, puis le séminaire d'Angers.
À 19 ans, en 1772, François Bontemps qui n'a pas la vocation pour devenir prêtre, décide de s'engager dans l'armée, dans le régiment Roi-Infanterie. En 1784, ayant atteint le grade de Fourier-écrivain depuis deux ans et voyant qu'il ne peut plus progresser, il donne son congé le 4 mai et reprend les chemins de l'église.
En 1789 à la veille de la Révolution, il est confesseur des religieuses fontevristes à proximité de Meaux. Il accueille favorablement les idées de cette république naissante s'engage en 1792 comme aumônier dans le bataillon de volontaires de l'Eure. Une anecdote veut qu'un des officiers du bataillon lui ait crié en le voyant : À bas la calotte ! ce à quoi François répondit : Le prêtre vous pardonne, mais le citoyen demande raison. Il s'ensuit un duel remporté par François Bontemps, qui tue son adversaire. Quoi qu'il en soit, quelques mois plus tard, il est élu lieutenant par ses hommes.
Il continue à charger avec ses hommes et à être de tous les combats ce qui lui vaut le surnom de Bayard par ses hommes. Le 3 mai 1800, il est blessé par un boulet aux alentours d'Engen, mais malgré cela, il continue à se battre et deux jours plus tard participe à la bataille de Mooskirch mais sa blessure s'aggrave et il tombe malade. Il doit alors être mis à la suite de l'armée. Finalement mis à la retraite après un court retour dans la division Molitor, il rentre à Saumur où il achète un hôtel particulier sur l'actuelle place Allain-Targé.
Il meurt le 29 octobre 1811 et est inhumé dans le cimetière de Varrains où la commune fait édifier une pyramide à sa gloire.

## États de service
- Caporal au régiment Roi-Infanterie le 21 septembre 1773 ;
- Sergent le 1er octobre 1774 ;
- Sergent de chasseurs le 13 août 1778 ;
- Fourier-écrivain le 21 mai 1782 ;
- Démission le 4 mai 1784 ;
- Aumônier du bataillon de volontaire de l'Eure début 1792 ;
- Lieutenant du bataillon affecté à l'armée du Nord) le 1er octobre 1792 ;
- Lieutenant-colonel du 11e bataillon des Vosges en avril 1793 ;
- Chef de brigade de la 175e demi-brigade de première formation à l'armée de Sambre-et-Meuse le 12 mars 1794 ;
- Chef de Brigade de la 67e demi-brigade de deuxième formation le 5 mai 1796 ;
- Affecté à l'armée d'Allemagne en septembre 1797 ;
- Affecté à l'armée de Mayence en 1798 ;
- Affecté à l'armée du Danube en 1799 ;
- Général de brigade, nommé sur le champ de bataille de Stockach, le 26 mars et officialisé le 20 avril 1799 ;
- Affecté à l'armée du Rhin fin 1799 ;
- Mis en non-activité pour cause de blessure grave le 23 septembre 1801.

## Décorations, titres et distinction
- Commandeur de la Légion d'honneur, le 14 juin 1804[1] ;
- Cadeau d'une tabatière en argent par Napoléon en août 1808[2] ;
- Fait Baron d'Empire sous le titre de baron d'Abaumont en août 1809[3] (titre que le décoré ne porta jamais préférant, comme il l'a écrit, dépenser en bonnes œuvres les droits de chancellerie qu'il aurait dû verser au Trésor[4], lettres patentes non retirées[5]).